# Megachile carinata
Megachile carinata är en biart som beskrevs av Radoszkowski 1893. Megachile carinata ingår i släktet tapetserarbin, och familjen buksamlarbin. Inga underarter finns listade i Catalogue of Life.